# Gaston de Murols
Gaston de Murols of Caste de Murols (overleden: 1169) was vanaf 1169 tot aan zijn dood in 1172 de zesde grootmeester van de Orde van Sint-Jan van Jeruzalem. Hij was de opvolger van de afgezette Gilbert d'Aissailly.
Tijdens de ambtsperiode van Gaston waren er geen belangrijke gebeurtenissen of ontwikkelingen in de orde. Hij stierf in 1172 en werd opgevolgd door Gilbert van Syrië.